# David Roberts (stavhoppare)
David Roberts, född den 23 juli 1951 i Stillwater i Oklahoma, är en amerikansk före detta stavhoppare.
Roberts tog brons vid OS 1976 i Montréal.

### Webbkällor
- Denna artikel är helt eller delvis översatt från motsvarande artikel på engelska wikipedia.
- Sports-Reference.com (engelska)